# Гусейнов, Гасан Чингизович
Гаса́н Чинги́зович Гусе́йнов (род. 2 сентября 1953, Баку, АзССР) — советский и российский филолог. Доктор филологических наук (2002), профессор ВШЭ (2012—2020).

## Биография
Окончил классическое отделение филологического факультета МГУ в 1975 году, ученик Алексея Лосева и Азы Тахо-Годи. Кандидат филологических наук (МГУ, 1979, диссертация «Мифологемы „судьбы“, „правды“ и „ритуала“ у Эсхила»). Преподавал в ГИТИСе (1978—1984), затем работал в секторе античной литературы ИМЛИ АН СССР.
В 1990—1991 годах — стипендиат Фонда Гумбольдта в Гейдельберге, в 1992—1997 годах — научный сотрудник Бременского института Восточной Европы, преподавал в университетах Дании, Германии, США. Работал фрилансером в интернет-редакции «Немецкой волны» (2001—2006), приват-доцент Боннского университета (с 2002 года), в 2006—2007 годах — вновь сотрудник Института Восточной Европы. В 2002 году защитил докторскую диссертацию «Советские идеологемы в русском дискурсе 1990-х гг.» (научный консультант С. Ю. Неклюдов, РГГУ).
В 2007 году вернулся из-за рубежа в Россию и стал профессором филологического факультета МГУ, где читал курсы истории античной литературы, древнегреческого языка и введения в классическую филологию. Руководитель российской части международного проекта Catalogus Philologorum Classicorum (Каталога антиковедов).
С апреля 2011 по сентябрь 2012 года — директор Центра гуманитарных исследований РАНХиГС при Президенте РФ.
С октября 2012 года по лето 2020 года — профессор факультета филологии НИУ ВШЭ, член учёного совета, ординарный профессор (2016). Награждён двумя почётными грамотами и благодарностью ВШЭ, благодарностью Школы филологии ВШЭ. Признавался лучшим преподавателем в 2013, 2014, 2016—2019 годах.
Преподавал также в Базельском университете (Швейцария). Участник международного проекта Бергенского университета (Норвегия) The Future of Russian. Ведёт аналитическую колонку на темы политики, языка и культуры на сайте Международного французского радио.
Член редакционного совета журнала Journal of Soviet and Post-Soviet Politics and Society, редколлегий журналов Religion, State and Society, «Государство, религия, церковь в России и за рубежом» и «Логос». Выступает с лекциями в Ельцин-центре по истории СССР и России и политическому языкознанию.
В 2004 и 2012 годах входил в шорт-лист Премии Андрея Белого.
Автор книг и более ста статей по классической филологии и истории культуры, современной политике и литературе. Один из авторов «Мифологического словаря» и энциклопедии «Мифы народов мира».

## Резонансные выступления

### Высказывание о русском языке
Цепочка резонансных событий последовала после высказывания Гасана Гусейнова в адрес русского языка, где были, в частности, употреблены слова «клоачный» и «убогий».
Причиной острой реакции стал пост Гусейнова в Фейсбуке от 29 октября 2019 года. Позже, по словам самого профессора, публикация была удалена администрацией соцсети. Содержание поста восстанавливается из протокола заседания комиссии учёного совета ВШЭ по академической этике: «…В Москве, с сотнями тысяч украинцев и татар, кыргызов и узбеков, китайцев и немцев, невозможно днём с огнём найти ничего на других языках, кроме того убогого клоачного русского, на котором сейчас говорит и пишет эта страна. Язык, из которого вынуто удивление: черт побери, а мир-то населен более умными и человечными людьми, чем я и мои соотечественники, как же так? Как же я дошёл до жизни такой? Патамушта империя и великая держава? Наоборот: потому что не империя, не великая держава, а порядком одичавшая страна».
Поднявшееся возмущение привело к удалению сообщения в Фейсбуке, комиссия ВШЭ по этике посоветовала Гусейнову извиниться, но учёный заявил журналистам, что не собирается ни перед кем извиняться, поскольку он говорил о языке агрессии и ненависти, применяемом в социальных сетях и СМИ.
Фраза преподавателя вызвала бурную полемику, вышедшую за рамки университетского сообщества и превратившуюся в общественную дискуссию. Давление на Гусейнова было воспринято в том числе как очередная попытка ограничить свободу слова в России, в связи с чем появилось открытое письмо в поддержку Гусейнова, подписанное более чем сотней литераторов и деятелей культуры. Выражение «клоачный язык» было отмечено на российском конкурсе «Слово года» и заняло второе место в номинации «Выражение года».

### Высказывание о террористическом акте на Дубровке
В комментарии в Facebook 20 июля 2020 года Гусейнов согласился с мнением писательницы Сьюзен Зонтаг о том, что теракт на Дубровке — это «освободительная борьба чеченского народа». Данное высказывание вызвало широкую критику и обвинения в оправдании терроризма. В ВШЭ пообещали дать правовую оценку высказыванию. Сам Гусейнов позднее заявил, что его слова вырвали из контекста.
29 июля 2020 года Высшая школа экономики опубликовала семнадцатистраничный доклад «Терроризм: недопустимость оправдания. Исторические, этические и правовые аспекты», который, по мнению РБК, стал реакцией на дискуссию о допустимости оправдывания терроризма политическими целями, которая началась с высказываний Гусейнова. В аннотации к публикации было указано, что любые позитивные коннотации по отношению к терроризму неприемлемы, прежде всего, поскольку «они создают ощущение приемлемости террора». 1 сентября того же года Высшая школа экономики дополнительно выпустила заявление о том, что согласно заказанной ею в Государственном институте русского языка имени Пушкина экспертизе, юридические признаки экстремизма в высказывании Гусейнова отсутствуют.

## Семья
- Отец — писатель Чингиз Гусейнов (1929—2024).
- Мать — переводчица Марина Давыдовна Гринблат (1932—1991).
- Супруга — Марина Дмитриева, написавшая книгу «Италия в Сарматии. Пути Ренессанса в Восточной Европе»[22].
- Дочь — историк Дина Гусейнова (род. 1981)[23][24][25].

## Книги
- Драматургический метод Платона. — М., 1981.
- «Орестея» Эсхила. Образное моделирование действия. — М., 1982.
- Аристофан. — М.: Искусство, 1988.
- Карта нашей Родины: идеологема между словом и телом. — Хельсинки, 2000. (Второе, дополненное издание «Карты нашей Родины» вышло в издательстве «ОГИ» в 2005.)
- Материалы к русскому общественно-политическому словарю XX в. — М.: Три квадрата, 2003.
- Советские идеологемы в русском дискурсе 1990-х. — М.: Три квадрата, 2003. — 272 с.
- Нулевые на кончике языка: Краткий путеводитель по русскому дискурсу. — М.: Издательский дом «Дело» РАНХиГС, 2012. — 240 с.